# Оперативное карате
Операти́вное карате́ (карате) — известное в России и мире направление в системе современного карате и рукопашного боя. Имеет прикладную направленность, проверенную опытом и практикой.

## Истоки
Дополнительное направление отечественного оперативного карате — разработка систем реабилитации организма после тяжёлых физических нагрузок — секко́цу (яп. 接骨 секкоцу), изучение основ медицинских знаний — сей-хо (яп. 整法 сей: хо) и основ классической и традиционной реанимации и оживления — каппо́-ва́дза (яп. 活法技 каппо: вадза) (представляющей собой восточную разновидность неотложных реанимационных мероприятий). Это направление разрабатывает Юрий Маряшин.
Оперативное карате в целом, при очевидной простоте, отличает универсализм, широкий спектр технических действий и обширные возможности применения техники в самых разнообразных ситуациях, возникающих в динамике боевой обстановки; сочетаемость с целями и задачами, которые ставятся перед оперативными сотрудниками.
В 1978—1979 годах Рауль Рисо провел в Москве семинар для офицеров ЦПШ СССР, после чего система оперативного карате была принята в качестве базовой подготовки сотрудников.

## Развитие оперативного карате
На протяжении 80-х годов XX века между кубинскими и советскими спецслужбами развивалось тесное сотрудничество. Сотрудники КГБ СССР проходили сборы в специализированных лагерях на Кубе по программе оперативного карате. Советские инструкторы в то же время обучали кубинских специалистов. Программа обучения — советское боевое самбо. Кубинские власти и руководство более лояльно относились к контактам между сотрудниками силовых структур Острова Свободы и мастерами боевых искусств из капстран, нередки были поездки для изучения карате в Японию. Впоследствии это позволило и советским специалистам опосредованно знакомиться с техникой восточных единоборств в условиях информационной изоляции. Система оперативного карате в кубинском исполнении стала альтернативой программе подготовки на базе отечественного самбо. Кубинцы полностью обеспечили возможность изучать карате по системе школы карате Дзесинмон в рамках системы КГБ и общества Динамо. Система проверялась и дополнялась в горячих точках, таких, как Ангола, где воевали кубинцы.

## Особенности
Основатель оперативного карате маэстро Рауль Рисо говорит, что название подчёркивает коренное отличие прикладной системы кубинского карате от традиционного спортивного карате.
Говоря об оперативном карате как о явлении, следует отметить, что система является продуктом глобализации и создана на базе знаний и опыта всех видов боевых искусств, в том числе и практического опыта подготовки и применения. Система была создана в недрах кубинских силовых структур.
Оперативное карате известно как вариант современного синтеза карате, рукопашного боя и других видов боевых искусств. В основе системы положены опыт классического японского карате, а также его традиционных японских и окинавских стилей, практический опыт боевого самбо и армейского рукопашного боя и многих других боевых искусств.
Оперативное карате преподаётся также в виде школ классического карате по программам Дзёсиндо и Карате Дзёсинкан, ставших самостоятельными стилями прикладного и оперативного карате.
Создатели и руководители основных направлений современного оперативного карате в России, авторы теоретических работ: В. И. Самойлов (КРАДА), А. И. Травников (Дзёсиндо и Дзёсинкан), Ю. Е. Маряшин (карате оператива-Куба).
В обучении, также, используются технические комплексы (ката) — оперативные ката (без оружия и с оружием — автомат, шест и др.), технические комплексы базовой техники, 92 стандартных приёма для отработки в парах. Ката в системе оперативного карате можно разделить на 7 подгрупп:
1. Специальные комплексы для отработки базовой техники — Тейтайтенхо (3 уровня) — отрабатывается на месте и Сенчинсугикобо — 2 уровня (отрабатывается в движении), Хапоно ката (2 уровня), Ура 1 и 2.
2. Учебные ката классического карате, по формуле 5+3. Это 5 пинанов и 3 найфанчина.
3. Специальные ката — Кенчикоате но ката, ката Эйленхо, 4 специальных оперативных ката — 2 без оружия, 1 с автоматом и 1 с шестом (Бо-но ката).
4. Ката для поддержания боевой формы, или высшие ката — Ананку но ката, Вашу, Шинто.
5. Отдельно практикуются специальные, переходные ката усложнённой формы — кайшикен 1 и 2.
6. Иные сложные (высшие ката) в том числе и из других школ карате.
7. Специальные ката для женщин.
8. 92 (62+30) стандартных учебных приема защиты и контратаки при нападении ударом в средний уровень и верхний уровень рукой и ударов ногой.

## Система классификации
В разных школах и центрах оперативного карате используются различные системы классификации и обозначения уровня подготовки и система поясов. Так в АОКРБ, Крада, Скиф, Дзёсиндо, Дзёсинкан, Рубеж и др. практикуются ученические КЮ — с 10 по 1, Даны — с 1 по 10. 10-7 белый пояс, 6-5 синий пояс, 4-3 зелёный пояс, 2-1 коричневый пояс. С 1-го по 5-й дан — чёрный пояс с различным количеством (от 1 до 5) поперечных полос жёлтого цвета. Особенностью является использования промежуточных (с 1-го по 5-й дан) кандидатских данов уровень — т. н. Дан хо — то есть кандидат на присвоение различных уровней дана. Время между сдачей экзамена на Дан хо и подтверждения уровня на полный Дан должно составлять от 6 месяцев до 1 года.
Кроме того, в последнее время стали практиковаться и другие системы классификации. Практикуются экзамены с возможным присвоением четырёх видов квалификаций: «Инструктор» 1-й, 2-й, 3-й категории и «Мастер» оперативного карате. Однако официального положения, единого для всех школ оперативного карате, в настоящее время нет.

## Школы в России
Система расширена и дополнена рядом прикладных разделов и программ обучения, по которым проводится самостоятельная аттестация. В этой части программа школы расширена, и имеет, также, другое название: «Русская школа оперативного карате и рукопашного боя» (стиль Травникова). В ней, например, добавлены направления по программам школы. Например, школа метания холодного оружия, школа штыкового боя, школа оперативно-тактической стрельбы(система тактической стрельбы), 4 курса техники удушающих приемов, школа реанимации и оживления, сейтай, курс оздоровительных технологий, курс техники болевых приемов, курс техники бросков, оздоровительные технологии боевых искусств, и так далее.